# Вейл (Орегон)
Вейл (англ. Vale) — город в США, административный центр округа Малур штата Орегон. Население — 1894 человека (2020).

## География
Вейл расположен по координатам 43°59′02″ с. ш. 117°14′30″ з. д. (43.983953, -117.241749). По данным Бюро переписи населения США в 2010 году город имел площадь 2,94 км², вся площадь — суша.

### Климат
| Показатель                    | Янв.  | Фев.  | Март  | Апр. | Май  | Июнь | Июль | Авг. | Сен. | Окт.  | Нояб. | Дек.  | Год   |
| ----------------------------- | ----- | ----- | ----- | ---- | ---- | ---- | ---- | ---- | ---- | ----- | ----- | ----- | ----- |
| Абсолютный максимум, °C       | 16,1  | 19,4  | 27,2  | 33,3 | 38,9 | 41,1 | 43,3 | 43,3 | 38,3 | 32,8  | 23,9  | 18,9  | 43,3  |
| Средний суточный максимум, °C | 1,9   | 6,9   | 13,8  | 18,8 | 23,9 | 29,1 | 34,0 | 33,1 | 26,9 | 18,9  | 8,8   | 2,5   | 18,2  |
| Средний суточный минимум, °C  | −7,6  | −4,4  | −1    | 1,8  | 6,6  | 10,3 | 13,2 | 11,5 | 5,8  | 0,3   | −3,3  | −7,6  | 2,1   |
| Абсолютный минимум, °C        | −33,3 | −30,6 | −13,9 | −10  | −6,1 | −6,7 | 2,2  | −1,1 | −7,2 | −14,4 | −25,6 | −32,8 | −33,3 |
| Среднее число дней с осадками | 2,3   | 0,5   | 0,1   | 0,0  | 0,0  | 0,0  | 0,0  | 0,0  | 0,0  | 0,0   | 0,9   | 2,0   | 5,8   |
| Норма осадков, мм             | 31    | 24    | 25    | 22   | 27   | 19   | 12   | 10   | 13   | 16    | 28    | 34    | 261   |
| Источник: NOAA                |       |       |       |      |      |      |      |      |      |       |       |       |       |

## Демография
| Год переписи | Нас. |  | %±     |
| ------------ | ---- |  | ------ |
| 1890         | 131  |  | —      |
| 1900         | 127  |  | −3,1%  |
| 1910         | 992  |  | 681,1% |
| 1920         | 935  |  | −5,7%  |
| 1930         | 922  |  | −1,4%  |
| 1940         | 1083 |  | 17,5%  |
| 1950         | 1518 |  | 40,2%  |
| 1960         | 1491 |  | −1,8%  |
| 1970         | 1448 |  | −2,9%  |
| 1980         | 1558 |  | 7,6%   |
| 1990         | 1491 |  | −4,3%  |
| 2000         | 1976 |  | 32,5%  |
| 2010         | 1874 |  | −5,2%  |
| 2020         | 1894 |  | 1,1%   |

Согласно переписи 2010 года, в городе проживало 1874 человека в 669 домохозяйствах в составе 441 семьи. Плотность населения составляла 637 человек/км². Было 754 жилья (256/км²).
Расовый состав населения:
| - 86,7 % — белых - 1,3 % — коренных американцев - 0,4 % — азиатов - 0,3 % — выходцев из тихоокеанских островов - 0,3 % — чёрных или афроамериканцев - 8,2 % — лиц других рас |

К двум или более расам принадлежало 2,8 %. Доля испаноязычных составила 23,4 % всего населения.
По возрастному диапазону население распределялось следующим образом: 28,9 % — лица младше 18 лет, 54,7 % — лица в возрасте 18-64 лет, 16,4 % — лица в возрасте 65 лет и старше. Медиана возраста жителя составила 33,4 года. На 100 человек женского пола в городе приходилось 102,2 мужчины; на 100 женщин в возрасте от 18 лет и старше — 100,9 мужчин также старше 18 лет.
Средний доход на одно домашнее хозяйство составил 42 930 долларов США (медиана — 34 950), а средний доход на одну семью — 51 423 доллара (медиана — 48 095). Медиана доходов составляла 35 313 долларов для мужчин и 23 083 доллара для женщин. За чертой бедности находилось 23,6 % человек, в том числе 35,4 % детей в возрасте до 18 лет и 15,7 % лиц в возрасте 65 лет и старше.
Гражданское трудоустроенное население составляло 688 человек. Основные области занятости: образование, здравоохранение и социальная помощь — 25,9 %, сельское хозяйство, лесничество, рыбалка — 19,6 %, производство — 15,6 %.